# Pétervására
Pétervására  este un oraș în districtul Pétervására, județul Heves, Ungaria, având o populație de 2.328 de locuitori (2011). 

## Demografie
Componența etnică a orașului Pétervására
     Maghiari (90,97%)
     Romi (8,11%)
     Necunoscut (0,34%)
     Alții (0,58%)
Componența confesională a orașului Pétervására
     Romano-catolici (56,31%)
     Fără religie (7,99%)
     Reformați (1,68%)
     Necunoscută (33,2%)
     Alte religii (5,15%)
Conform recensământului din 2011, orașul Pétervására avea 2.328 de locuitori. Din punct de vedere etnic, majoritatea locuitorilor (90,97%) erau maghiari, cu o minoritate de romi (8,11%). Apartenența etnică nu este cunoscută în cazul a 0,34% din locuitori.  Din punct de vedere confesional, majoritatea locuitorilor (56,31%) erau romano-catolici, existând și minorități de persoane fără religie (7,99%) și reformați (1,68%). Pentru 33,2% din locuitori nu este cunoscută apartenența confesională.

## Orașe înfrățite
- Jesenské, Slovacia
- Fântânele, România